# Лито II Атреидски
Лито II Атреидски (на английски: Leto II Atreides) е измислен литературен герой от поредицата Дюн, написана от Франк Хърбърт. Лито е главен герой в романите Децата на Дюн и Бог-император на Дюн. Той е син на Пол Атреидски и Чани, брат-близнак на Ганима и внук на дук Лито I Атреидски, чието име носи.